# Ataque em Cabul em julho de 2019
Em 1 de julho de 2019, um ataque com bombas e armas ocorreu no bairro de Wazir Akbar Khan, em Cabul. Os atacantes inicialmente detonaram um caminhão carregado de bombas (como um carro-bomba). Depois disso, cinco homens armados entraram em um prédio de construção próximo da localização deles e atiraram contra o pessoal de segurança afegão que evacuava as pessoas das ruas. Pelo menos 40 pessoas foram mortas, incluindo 34 civis e 6 seguranças. O tiroteio durou cerca de 7 horas, até que todos os 5 atacantes foram mortos pela polícia. Mais de cem pessoas ficaram feridas.
O ataque ocorreu durante as negociações de paz que estão em andamento entre o Talibã e os Estados Unidos em Doha, Catar. Nos dias que antecederam o ataque, o grupo militante realizou vários ataques fatais contra as forças de segurança em todo o país.
O grupo militante Talibã assumiu a responsabilidade pelo ataque, dizendo que atacou "a instalação técnica do Ministério da Defesa".